# Xanthorhoe reclivisata
Xanthorhoe reclivisata là một loài bướm đêm trong họ Geometridae.